# Johann Georg Ziesenis le Jeune
Johann Georg Ziesenis, né en 1716 à Copenhague (Danemark) et mort le 4 mars 1776 à Hanovre, est un artiste peintre portraitiste germano-danois.

## Biographie
Le père de Johann Ziesenis, Johann Georg Ziesenis (de) (1681-1748), est un peintre de Hanovre, qui obtint la citoyenneté danoise à Copenhague en 1709 et dont les œuvres comprennent Le Baptême du Christ (1739) pour l'église de garnison (Garnisons Kirke (en)) de Copenhague. Après avoir suivi les leçons de son père, Johann a vécu à Düsseldorf, où il a suivi une formation continue et peint plusieurs portraits de la famille royale.
En 1764, Ziesenis devient peintre de la cour de Hanovre et en 1766, le roi du Danemark lui accorde 400 couronnes « pour frais de voyage et autres ». En 1768, il se trouve aux Pays-Bas, où il réalise des portraits de Guillaume V, de sa femme et de sa famille. Il a également travaillé pour les tribunaux de Brunswick et de Berlin. Ses filles, Maria Elisabeth Lampe (en), mariée au médecin Johann Bodo Lampe (de), et Margaretha (en) étaient également peintres, Margaretha étant peintre de miniatures.
Ziesenis a créé environ 260 portraits et autres peintures et croquis au cours de sa vie, dont ceux du prince héritier Frederik en 1767, aujourd'hui exposés au palais de Fredensborg, de Frédéric II et de Charlotte de Mecklembourg-Strelitz, future épouse du roi George III de Grande-Bretagne.
En 1764, il peint un portrait du missionnaire danois Hans Egede.

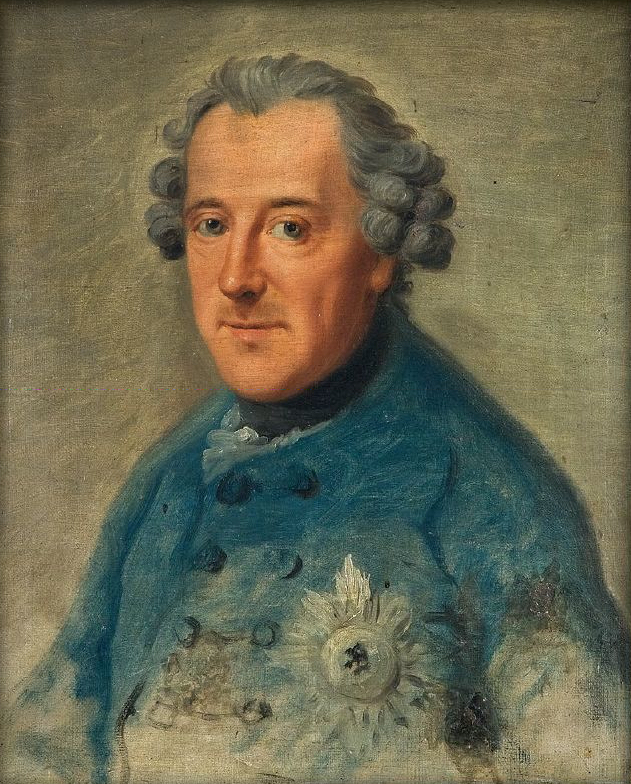
Frédéric le Grand.
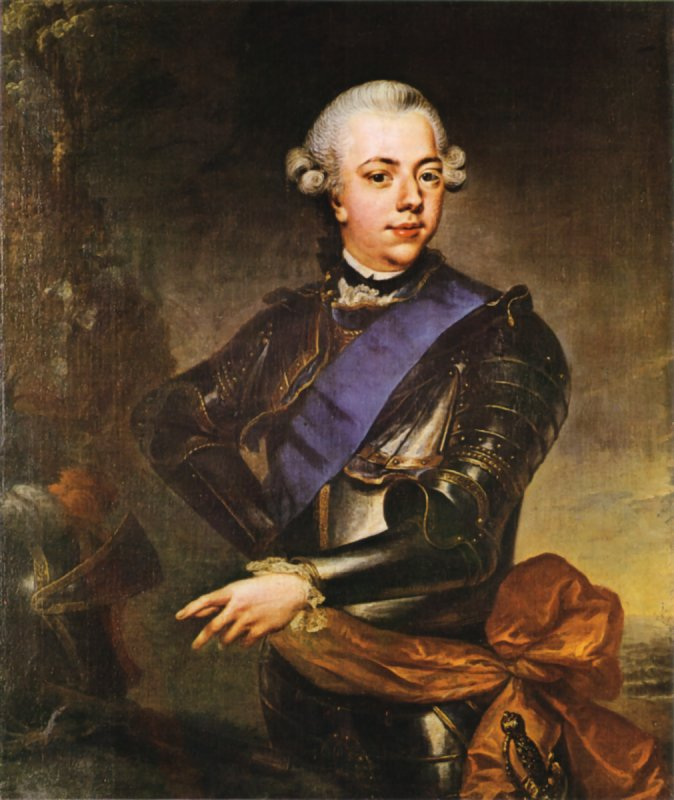
Guillaume V, prince d'Orange.
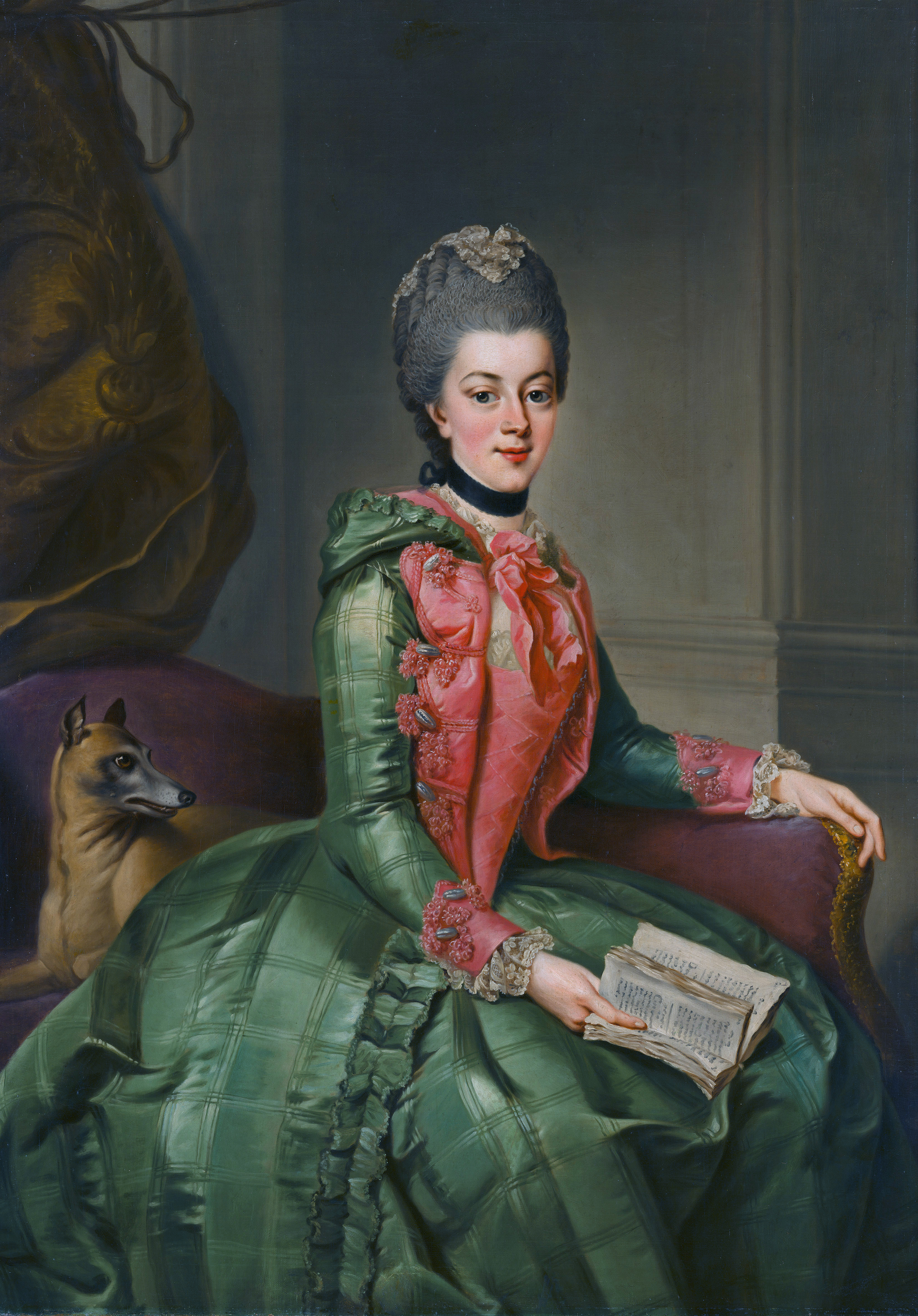
Wilhelmine de Prusse.
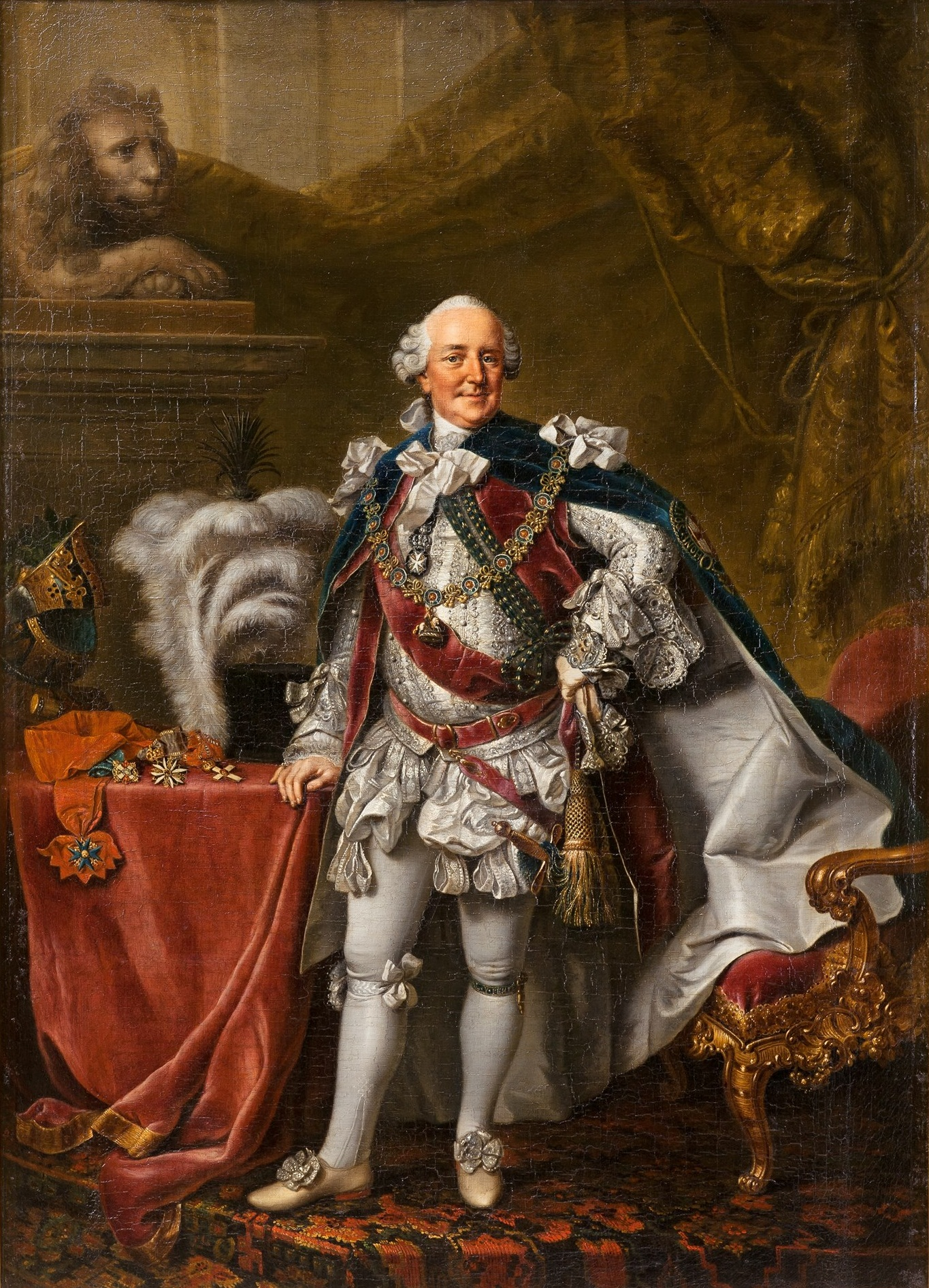
Le duc Ferdinand de Brunswick-Wolfenbüttel.